# Tvrdo
Tvrdo (stsl tvrьdo) je naziv za slovo glagoljice i stare ćirilice. 
Koristilo se za zapis glasa /t/, te u glagoljici kao broj 300. Slovo je možda nastalo po uzoru na grčko tau.
Standard Unicode i HTML ovako predstavljaju slovo tvrdo u glagoljici:
|                    | Unikod | Unikod                           | HTML     | HTML | izgled ovisi o pregledniku | poveznice (engl.)                |
| k. točka           | naziv  | kod                              | entitet  |      | izgled ovisi o pregledniku | poveznice (engl.)                |
| ------------------ | ------ | -------------------------------- | -------- | ---- | -------------------------- | -------------------------------- |
| veliko slovo tvrdo | U+2C15 | GLAGOLITIC CAPITAL LETTER TVRIDO | &#x2C15; | nema | Ⱅ                          | detaljni podaci test preglednika |
| malo slovo tvrdo   | U+2C45 | GLAGOLITIC SMALL LETTER TVRIDO   | &#x2C45; | nema | ⱅ                          | detaljni podaci test preglednika |

## Vanjske poveznice
- Definicija glagoljice u standardu Unicode (PDF) (eng.)
- Stranica R. M. Cleminsona, s koje se može instalirati font Dilyana koji sadrži glagoljicu po standardu Unicode  Arhivirana inačica izvorne stranice od 29. listopada 2005. (Wayback Machine) (eng.)